# 倫斯福德鎮區 (阿肯色州波因塞特縣)
倫斯福德鎮區（英語：Lunsford Township）是位於美國阿肯色州波因塞特縣的一個行政鎮區。

## 地方資料
倫斯福德鎮區的面積為121.40平方千米，當中陸地面積為121.38平方千米，而水域面積為0.02平方千米。根據2010年美國人口普查的數據，當地共有人口324人，而人口密度為每平方千米2.67人。